# Hermon

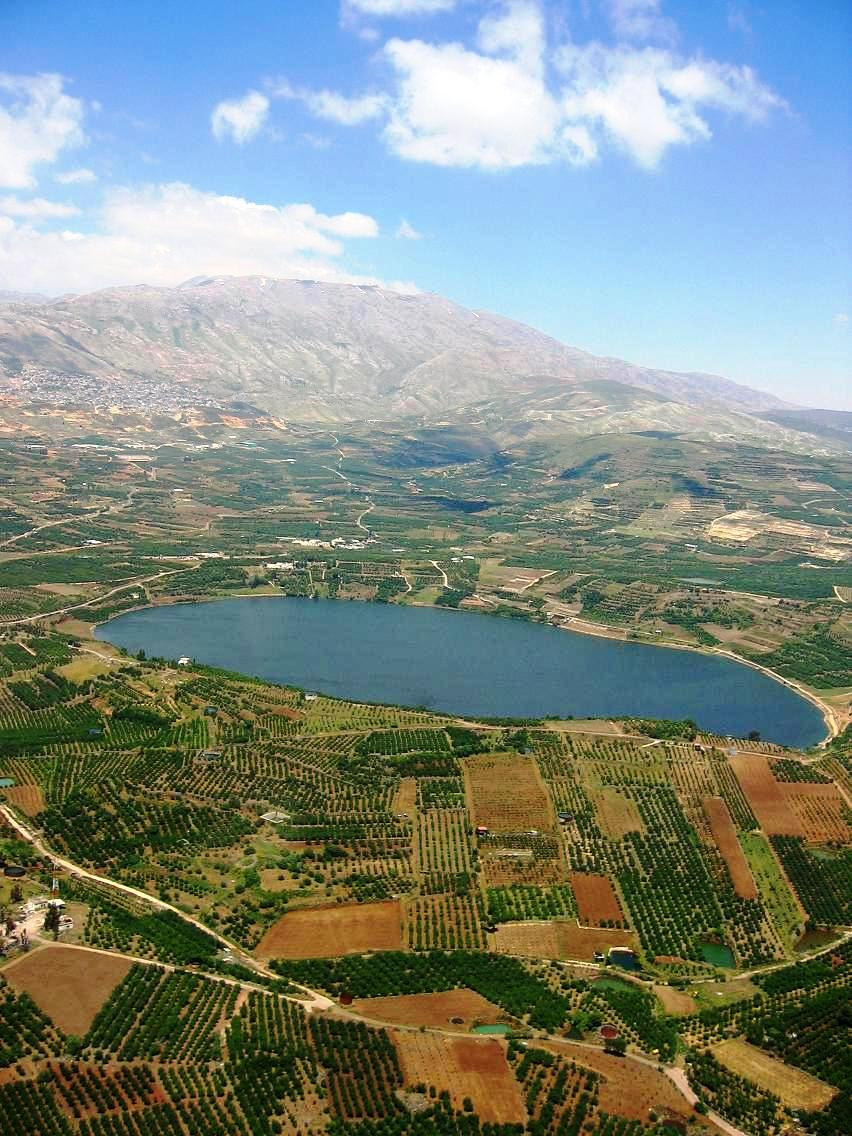
Berg Hermon und Breihat Ram

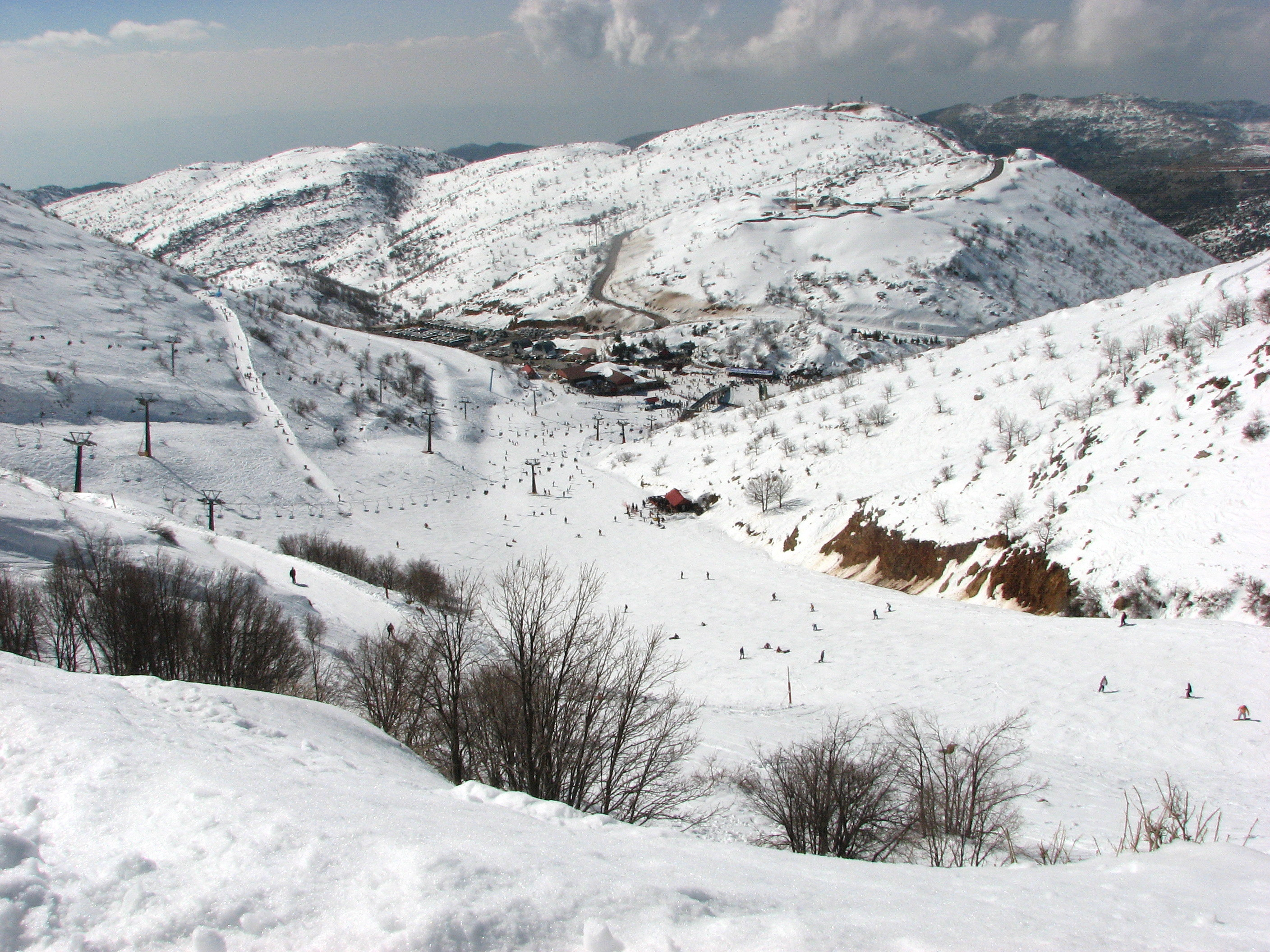
Wintersportgebiet am Berg Hermon

Der Hermon (hebräisch הַר חֶרְמוֹן, AHL har Ḥermon; arabisch جبل الشيخ, DMG ǧabal aš-šaiḫ, levantinisch-arabisch žäbäl əš-šēḫ) ist ein 2814 m hohes Bergmassiv im Nahen Osten im Grenzbereich zwischen Libanon und Syrien. Der Gipfel ist der höchste Berg Syriens. An seiner Südwestflanke befindet sich der mit einer Höhe von 2224 m höchste Punkt der von Israel besetzten Golanhöhen.

## Geographische Angaben
Das Bergmassiv des Hermon erstreckt sich entlang der syrisch-libanesischen Grenze über 25 Kilometer in einer Ausrichtung Südwest-Nordost. Im Süden endet das Gebirge auf den von Israel annektierten Golanhöhen. Im Nordosten setzt sich der Anti-Libanon fort.
Durch seine Höhe sammelt der Hermon an seiner Westflanke erhebliche Niederschläge, die verschiedene Quellen speisen. An der Süd- bzw. Westseite entspringen auch die drei Jordanquellen Hasbani, Dan und Banyas (auch Hermonfluss genannt). Aufgebaut ist der Berg meist aus Kalkstein und dazwischen vulkanischen Gesteinen.
Durch seine Höhe von 2814 Metern über dem Meeresspiegel dominiert der Hermon mit seinen drei Gipfeln die umgebenden Landschaften. Über 1800 Meter ist der Berg mehrere Monate im Jahr schneebedeckt, weswegen er auch als Berg des Greises bzw. Berg des Schnees gilt.
Der höchste Punkt der von Israel kontrollierten Golanhöhen liegt auf einer Höhe von 2224 m rund 11,5 Kilometer südsüdwestlich des Hermongipfels.

## Biblische Bezüge
Nach den Angaben in Dtn 3,9  wurde der Hermon in alttestamentlicher Zeit von den Sidoniern Sirjon und von den Amurritern Senir genannt. Aber auch im jüdischen Glauben bildet der Berg, zusammen mit dem Tabor einen heiligen Berg (Ps 89,13 ). Der Berg soll die Nordgrenze des Großreiches Israel gebildet haben; nach der Darstellung in 1 Chr 5,23  wohnte „der halbe Stamm Manasse … im Lande … bis zum Berg Hermon“. Bei der Beschreibung der durch Israel eroberten Gebiete taucht der Berg ebenfalls mehrfach auf (Jos 11,17 ; 12,1 ; 13,5 ). In Ri 3,3  findet sich ein Hinweis darauf, dass es auf dem Hermon heidnische Kulte der Kanaaniter (einschließlich Hiwitern) gab; der Berg wird dort als Baal-Hermon bezeichnet. Tabor und Hermon jubeln über Gottes Namen (Ps 89,13).
Auch im Neuen Testament spielt der Hermon eine Rolle. Nach Darstellung der Evangelien spielte sich das Bekenntnis des Petrus zu Jesus von Nazaret als dem Messias in Caesarea Philippi am Fuß des Berges ab (Mt 16,13-20  und Mk 8,27-30 ). Auch der Berg der wenig später stattfindenden Verklärung des Herrn (Mt 17,1–13 ) wird teilweise mit dem Hermon, teilweise mit dem Berg Tabor am Ostrand der Jesreelebene identifiziert.

## Bedeutung für Israel

### Militärischer Nutzen
Bis zum Sechstagekrieg 1967 gehörten die südwestlichen Hänge des Hermons zu Syrien; am 10. Juni 1967 wurden diese Gebiete zusammen mit dem Golan von Israel erobert und am 14. Dezember 1981 annektiert. Für Israel, dessen international anerkannte Grenze am Fuß des Berges verläuft, ist der Berg von erheblicher strategischer Bedeutung. Direkt unterhalb des Gipfels (Position) befindet sich mit der Basis Hermon Hotel der weltweit höchstgelegene UN-Stützpunkt, der von UNO-Soldaten im Rahmen der Operation UNDOF (United Nations Disengagement Observer Force) besetzt ist.
Nach dem Sturz des syrischen Machthabers Baschar al-Assad ließ Israels Verteidigungsminister Katz am 8. Dezember 2024 den auf der syrischen Seite gelegenen Gipfel des Hermon durch die Eliteeinheit Schaldag besetzen und begründete dies mit der enormen sicherheitspolitischen Bedeutung des Hermon-Gipfels. Der Berg war zuletzt während des Jom-Kippur-Krieges 1973 unter israelischer Kontrolle. Die als vorübergehend bezeichnete Maßnahme solle verhindern, dass die Grenzregion in die Hände von Extremisten falle. In diesem Zusammenhang bezeichnete Katz am 17. Dezember 2024, während eines Besuchs des Berges mit Ministerpräsident Netanjahu, den Gipfel des Hermon als „das Auge des Staates Israel, um Bedrohungen aus der Nähe und der Ferne zu erkennen“. Laut israelischer Mitteilung könne man vom Gipfelbereich aus die libanesische Bekaa-Ebene, die als Hochburg der Hisbollah gilt und an Westsyrien grenzt, sowie weite Teile Westsyriens bis zur Hauptstadt Damaskus überblicken. Die israelische Armee errichtete bis März 2025 neun Militärposten auf syrischem Gebiet, darunter zwei auf dem Berg Hermon, wobei der höhergelegene in einem ehemaligen syrischen Posten eingerichtet wurde.
Netanjahu hat die israelischen Streitkräfte am 18. Dezember 2024 angewiesen, bis mindestens Ende 2025 im Gebiet Hermon zu bleiben. Am 28. Januar 2025 ergänzte Verteidigungsminister Katz, dass die israelischen Streitkräfte auf unbestimmte Zeit auf dem Gipfel des Hermon und in der Pufferzone bleiben würden, um die Sicherheit der Gemeinden auf den Golanhöhen und im Norden sowie aller Einwohner Israels zu gewährleisten.

### Trinkwasserreservoir
Auch die zivile Nutzung spielt eine erhebliche Rolle. Israel bezieht einen großen Teil seines Trinkwassers über den Jordan aus der Umgebung des Berges und möchte die Kontrolle über diese Quellen nicht verlieren. Das Wasser versorgt eine vergleichsweise reiche Vegetation und wird in der Landwirtschaft genutzt, zum Beispiel für den Weinbau.

### Skigebiet
Die regelmäßigen Schneefälle im Winter sind darüber hinaus eine wichtige touristische Attraktion. Die Schneedecke erlaubt in höheren Bereichen sogar Abfahrten mit Skiern. Daher konnte nördlich von Madschdal Schams auf dem Golan ein kleines Wintersportgebiet – das einzige Israels – eingerichtet werden. Es trägt den Namen Hermon ski resort, liegt zwischen 1600 und 2040 m Höhe und umfasst rund 72 Kilometer Pisten. In der Saison 2022/23 wurde das Erholungsgebiet Hermon von rund 400.000 Menschen besucht. Seit dem Terrorangriff der Hamas auf Israel am 7. Oktober 2023 ist der Berg auf militärischen Befehl hin für die Öffentlichkeit gesperrt. Im September 2024 wurde die Seilbahn im Skigebiet von einer Rakete der Hisbollah getroffen und dabei schwer beschädigt.